# Фредрік Улавссон
Фредрік Улавссон (швед. Fredrik Olausson; нар. 5 жовтня 1966, Векше) — колишній шведський хокеїст, що грав на позиції захисника. Грав за збірну команду Швеції.
Володар Кубка Стенлі. Провів понад тисячу матчів у Національній хокейній лізі.

## Ігрова кар'єра
Хокейну кар'єру розпочав на батьківщині 1984 року виступами за команду «Фер'єстад».
1985 року був обраний на драфті НХЛ під 81-м загальним номером командою «Вінніпег Джетс». 
Протягом професійної клубної ігрової кар'єри, що тривала 24 роки, захищав кольори команд «Нюбру», «Фер'єстад», «Вінніпег Джетс», «Едмонтон Ойлерс», «Майті Дакс оф Анагайм», «Піттсбург Пінгвінс», «Берн», «Детройт Ред-Вінгс» та ГВ-71.
Загалом провів 1093 матчі в НХЛ, включаючи 71 гру плей-оф Кубка Стенлі.
Виступав за збірну Швеції.

## Тренерська кар'єра
У сезоні 2009/10 працював асистентом головного тренера клубу ГВ-71.

## Нагороди та досягнення
- Срібний призер чемпіонату світу 1986.
- Чемпіон Швеції в складі «Фер'єстада» та ГВ-71 у 1986 та 2004.
- Володар Кубка Стенлі в складі «Детройт Ред-Вінгс» 2002.

## Статистика
| Сезон        | Клуб                    | Ліга         | Регулярний сезон | Регулярний сезон | Регулярний сезон | Регулярний сезон | Регулярний сезон | Плей-оф | Плей-оф | Плей-оф | Плей-оф | Плей-оф |
| Сезон        | Клуб                    | Ліга         | І                | Г                | П                | О                | ШХ               | І       | Г       | П       | О       | ШХ      |
| ------------ | ----------------------- | ------------ | ---------------- | ---------------- | ---------------- | ---------------- | ---------------- | ------- | ------- | ------- | ------- | ------- |
| 1984–85      | «Фер'єстад»             | Елітсерія    | 29               | 6                | 12               | 18               | 22               | —       | —       | —       | —       | —       |
| 1985–86      | «Фер'єстад»             | Елітсерія    | 33               | 4                | 12               | 16               | 22               | —       | —       | —       | —       | —       |
| 1986–87      | «Вінніпег Джетс»        | НХЛ          | 72               | 7                | 29               | 36               | 26               | 10      | 2       | 3       | 5       | 4       |
| 1987–88      | «Вінніпег Джетс»        | НХЛ          | 38               | 5                | 10               | 15               | 18               | 5       | 1       | 1       | 2       | 0       |
| 1988–89      | «Вінніпег Джетс»        | НХЛ          | 75               | 15               | 47               | 62               | 32               | —       | —       | —       | —       | —       |
| 1989–90      | «Вінніпег Джетс»        | НХЛ          | 77               | 9                | 46               | 55               | 32               | 7       | 0       | 2       | 2       | 2       |
| 1990–91      | «Вінніпег Джетс»        | НХЛ          | 71               | 12               | 29               | 41               | 24               | —       | —       | —       | —       | —       |
| 1991–92      | «Вінніпег Джетс»        | НХЛ          | 77               | 20               | 42               | 62               | 34               | 7       | 1       | 5       | 6       | 4       |
| 1992–93      | «Вінніпег Джетс»        | НХЛ          | 68               | 16               | 41               | 57               | 22               | 6       | 0       | 2       | 2       | 2       |
| 1993–94      | «Вінніпег Джетс»        | НХЛ          | 18               | 2                | 5                | 7                | 10               | —       | —       | —       | —       | —       |
| 1993–94      | «Едмонтон Ойлерс»       | НХЛ          | 55               | 9                | 19               | 28               | 20               | —       | —       | —       | —       | —       |
| 1994–95      | «Едмонтон Ойлерс»       | НХЛ          | 33               | 0                | 10               | 10               | 20               | —       | —       | —       | —       | —       |
| 1995–96      | «Едмонтон Ойлерс»       | НХЛ          | 20               | 0                | 6                | 6                | 14               | —       | —       | —       | —       | —       |
| 1995–96      | «Майті Дакс оф Анагайм» | НХЛ          | 36               | 2                | 16               | 18               | 24               | —       | —       | —       | —       | —       |
| 1996–97      | «Майті Дакс оф Анагайм» | НХЛ          | 20               | 2                | 9                | 11               | 8                | —       | —       | —       | —       | —       |
| 1996–97      | «Піттсбург Пінгвінс»    | НХЛ          | 51               | 7                | 20               | 27               | 24               | 4       | 0       | 1       | 1       | 0       |
| 1997–98      | «Піттсбург Пінгвінс»    | НХЛ          | 76               | 6                | 27               | 33               | 42               | 6       | 0       | 3       | 3       | 2       |
| 1998–99      | «Майті Дакс оф Анагайм» | НХЛ          | 74               | 16               | 40               | 56               | 30               | 4       | 0       | 2       | 2       | 4       |
| 1999–00      | «Анагайм Дакс»          | НХЛ          | 70               | 15               | 19               | 34               | 28               | —       | —       | —       | —       | —       |
| 2000–01      | «Берн»                  | НЛА          | 43               | 12               | 15               | 27               | 28               | 4       | 1       | 4       | 5       | 0       |
| 2001–02      | «Детройт Ред-Вінгс»     | НХЛ          | 47               | 2                | 13               | 15               | 22               | 21      | 2       | 4       | 6       | 10      |
| 2002–03      | «Майті Дакс оф Анагайм» | НХЛ          | 44               | 2                | 6                | 8                | 22               | 1       | 0       | 0       | 0       | 0       |
| 2003–04      | ГВ-71                   | Елітсерія    | 45               | 8                | 13               | 21               | 44               | 19      | 4       | 6       | 10      | 26      |
| 2004–05      | ГВ-71                   | Елітсерія    | 41               | 8                | 20               | 28               | 40               | —       | —       | —       | —       | —       |
| 2005–06      | ГВ-71                   | Елітсерія    | 46               | 7                | 21               | 28               | 26               | 7       | 0       | 3       | 3       | 4       |
| 2006–07      | «Фер'єстад»             | Елітсерія    | 12               | 0                | 6                | 6                | 6                | —       | —       | —       | —       | —       |
| Усього в НХЛ | Усього в НХЛ            | Усього в НХЛ | 1022             | 147              | 434              | 581              | 452              | 71      | 6       | 23      | 29      | 28      |